# Не твои солдаты
«Не твои солдаты» (стилизация «НЕ ТВОИ СОЛДАТЫ: EP») — дебютный мини-альбом рок-группы «Пионерлагерь Пыльная Радуга», выпущенный от имени творческого объединения Kultizdat 22 июня 2016 года.

## Описание
Альбом продюсировали Алексей Румянцев и Яковом Либгот в домашней студии группы и студии MYРАВЕЙ в городе Тверь.
Оформлением пластинки занималась Вероника Федоренкова из Санкт-Петербурга.
На миньоне было представлено пять композиций одна из которых является кавер-версией из кинофильма «Приключения маленького Мука».

## Список композиций
Слова и музыка всех песен — группой «Пионерлагерь Пыльная Радуга» кроме указанных.
| №  | Название                                                                    | Длительность |
| -- | --------------------------------------------------------------------------- | ------------ |
| 1. | «Всё залить»                                                                | 4:10         |
| 2. | «Товар»                                                                     | 7:33         |
| 3. | «За что» (стих)                                                             | 1:27         |
| 4. | «Дорога добра» (из к/ф «Маленький Мук», муз. Марк Минков, слова Юрий Энтин) | 4:12         |
| 5. | «Грёбанный взрослый»                                                        | 5:33         |

## Участники записи
- Алексей Румянцев — продюсер, автор, вокал.
- Яков Либгот — продюсер, гитара.
- Алексей Могилевский — бас-гитара.
- Сергей Захаров — барабаны.

## Рецензии
«Если в двух словах о том, как звучит группа Пионерлагерь Пыльная Радуга — это тяжелый гитарный рок, будто ещё в девяностых закупоренный в капсулу времени, а сейчас отрытый. "Гражданская оборона meets Nirvana" — пишут в отношении её люди в комментариях. Этими двумя названиями список референсов, впрочем, не ограничивается. С таким же успехом можно сюда приписать и других легенд-маргиналов жанра: от Янки Дягилевой до группы Химера». — Рецензия на релиз The-Flow.Ru